# مجدلا (ألمانيا)
مجدلا هي مدينة ألمانية تقع في ولاية تورينغن، ألمانيا. تقع المدينة علي بعد 10 كليومتر من غرب مدينة ينا, وعلي بعد 12 كيلومتر شمال شرق مدينة فايمر.

## توأمة
لمجدلا (ألمانيا) اتفاقيات توأمة مع كل من:
- ايسلهم
- نيسليس

## أعلام
- هاينريش فريدريش فيبر